# تیگران گیوکچیان
تیگران گیوکچیان (ارمنی: Տիգրան Գյոկչյան؛ ارمنی غربی: Տիգրան Կէօքճեան؛ انگلیسی: Tigran Gyokchyan؛ زادهٔ ۳ ژانویهٔ ۱۹۶۵) مربی  بسکتبال  اهل ارمنستان است که در مسابقات قهرمانی فیبا اروپا برای کشورهای کوچک به همراه تیم ملی بسکتبال ارمنستان برندهٔ ۱ مدال طلا شد.